# Bernhard Kagan
Bernhard Kagan (ur. 1866, zm. 1932) – niemiecki szachista, dziennikarz i pisarz. 
Jest autorem wielu książek, zbiorów partii turniejowych i własnych, monografii o Schlechterze, Cohnie, Maroczym, Reshevskym. W latach 1917–1927 publikował w Kagans Schachkatalog, był także redaktorem i wydawcą pisma Kagans Neueste Schachnachrichten.